# 士幌川
士幌川（しほろがわ）は、北海道十勝総合振興局管内を流れる十勝川水系十勝川支流の一級河川である。

## 川名の由来
アイヌ語に由来し、一説には、かつて十勝を攻めてきた盗賊が、音更アイヌに急襲され、全滅したが、その際、川に鍋を投げ入れたとの伝説から、「シュ・ウォロ（鍋・水に入れる」という地名ができたという故事がある。
アイヌ語地名研究者、山田秀三らは、「スホロペッ（su-horo-pet）」（鍋を・水につけた・川）からと解釈している。

## 地理
北海道河東郡上士幌町に源を発し、十勝平野を南に流れる。河東郡音更町南東部中川郡幕別町との境界付近（十勝川温泉付近）にて十勝川に合流する。

## 流域の自治体
北海道
河東郡上士幌町、士幌町、音更町

## 支流
- 開運川
- 北開川
- 佐倉川
- サックシュオルベツ川
  - 共成川
- 伊忽保川
- チライオツナイ川
- 長流枝内川
  - アネップ川

## 主な橋梁
- 上居辺橋 - 北海道道134号本別士幌線
- 兄弟橋 - 北海道道316号上士幌音更線
- 長栄橋 - 北海道道31号音更池田線
- 昭和橋 - 十勝中央広域農道（音更メロディーライン[4]）
- 士幌川橋 - 道東自動車道
- 安楽橋 - 北海道道316号上士幌音更線
- 栄橋 - 北海道道498号長流枝内木野停車場線
- 旭橋 - 北海道道73号帯広浦幌線

## 河川観測所
- 士幌川 - 雨量、水位・流量（音更町字豊田東７線）
- 旭橋 - 水位・流量（音更町字下士幌）